# Björn Wirdheim
Björn Karl Mikael Wirdheim, född 4 april 1980 i Lund, är en svensk racerförare. Uppvuxen i Växjö. Han är son till racerföraren Örnulf Wirdheim.
Björn Wirdheim var reserv- och testförare för formel 1-stallet Jaguar 2004. När det stallet lade ner verksamheten flyttade han till USA och tävlade i Champ Car World Series 2005. Därefter körde Wirdheim i den japanska Formel Nippon-serien för stallet NTT DoCoMo Team Dandelion.

## Meriter
- Super GT för stallet LEXUS TEAM LeMans ENEOS 2010
- Super GT för stallet LEXUS TEAM LeMans ENEOS 2009
- Super GT för stallet Toyota Team Eneos (Team LeMans) 2008
- Super GT för stallet Team LeMans 2007
- Formel Nippon för stallet Dandelion 2006 och 2007
- Champ Car World Series för HVM Racing 2005
- Reserv- och testförare i Jaguar Racing 2004
- Internationella formel 3000-mästerskapet, vinnare 2003
- Internationella formel 3000-mästerskapet, årets rookie och fyra totalt 2002
- Pole position och trea totalt i inofficiellt VM Macau formel 3 2001
- Tyska formel 3-mästerskapet,två pole och två vinster 2000
- Formula Palmer 1997–1998
- Formel Ford, svensk mästare 1996.
- Gokart